# デクスメデトミジン
デクスメデトミジン(Dexmedetomidine)は鎮静薬のひとつ。商品名は「プレセデックス」（ファイザー製造販売、丸石製薬製造販売）。抗不安、 鎮静作用、 鎮痛作用を持つ。デクスメデトミジンの特徴は、プロポフォール、フェンタニル、ミダゾラムなどの薬剤に比べ呼吸抑制が少ないこと、また半覚醒状態での鎮静が図れることである。
獣医学領域で用いられるメデトミジンは光学異性体を含んでいるが、L体には活性が少なく、活性の強いD体のみを光学分割したものがデクスメデトミジンである。
類似薬剤のクロニジン 同様、 アゴニスト として脳内で α2アドレナリン受容体に結合する。デクスメデトミジン塩酸塩は獣医学領域でも犬と猫に用いられる。この薬剤は オリオンファーマが開発した。

## 副作用
デクスメデトミジンには絶対的禁忌は無い。 デクスメデトミジンは、投与量により二相性の血圧への変化を来す。低濃度では血圧を降下させ、高濃度では血圧を上昇させる。急速静脈内投与は末梢血管でのα2受容体を介し、徐脈、さらには低血圧を来す。

## 歴史
デクスメデトミジンは1999年の米国食品医薬品局（FDA）により、短期間の鎮静、鎮痛(<24時間）として、人工呼吸器を必要とする重症疾患・外傷患者の 集中治療部 (ICU)での使用を承認された。 短期間である理由は、反動性高血圧などの離脱による副作用のためである。 しかし、これらの離脱症状については研究では一貫して観察されていない。2008年にFDAは、デクスメデトミジンの適応症を、挿管されていない外科的または非外科的処置(大腸内視鏡など)での鎮静へと拡大した。